# Iglesia de San Manuel y San Benito (Madrid)
La iglesia de San Manuel y San Benito es un edificio de la ciudad española de Madrid, situado en la calle de Alcalá, frente al parque del Retiro. Construida entre 1902 y 1910, es una obra del arquitecto Fernando Arbós y Tremanti y se destinó como residencia e iglesia para los Padres Agustinos. Los mecenas de esta iniciativa fueron el empresario catalán Manuel Caviggioli Manau y su esposa Benita Maurici Gaurán, que donaron el terreno para este fin y de los que la iglesia toma su advocación.

## Características

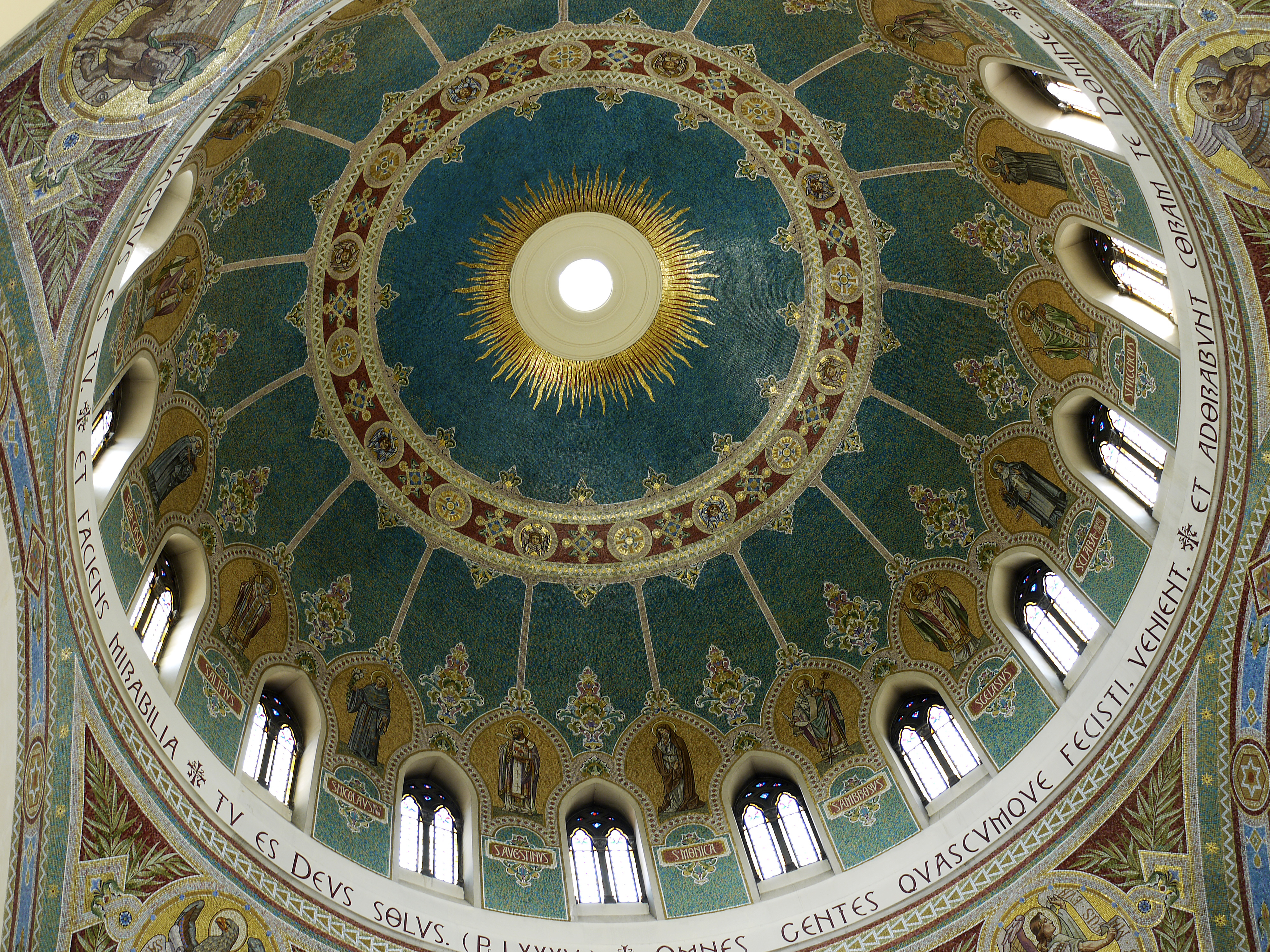
Cúpula.

Es uno de los mejores ejemplos de la arquitectura neobizantina madrileña, junto con el Panteón de Hombres Ilustres, también obra de Arbós. La iglesia de San Manuel y San Benito tiene una planta centralizada de cruz griega, con una gran cúpula sobre pechinas donde se representan simbólicamente los cuatro evangelistas. En su interior destaca una capilla lateral “de la Epístola”, con un altar de mármol blanco en el centro y los dos sepulcros del matrimonio catalán en los lados. De su fachada, destaca la torre, erigida al modo de los campaniles italianos. La restauración en el último tercio del siglo XX de la iglesia de San Manuel y San Benito corrió a cargo del arquitecto José Antonio Arenillas. El conjunto del edificio incluye las escuelas de la Fundación Caviggioli, con entrada por la calle de Columela.